# Yaak (Montana)
Yaak es un lugar designado por el censo ubicado en el condado de Lincoln en el estado estadounidense de Montana. En el Censo de 2010 tenía una población de 248 habitantes y una densidad poblacional de 3,4 personas por km².

## Geografía
Yaak se encuentra ubicado en las coordenadas 48°49′54″N 115°40′43″O / 48.83167, -115.67861. Según la Oficina del Censo de los Estados Unidos, Yaak tiene una superficie total de 72.84 km², de la cual 72.12 km² corresponden a tierra firme y (0.98%) 0.71 km² es agua.

## Demografía
Según el censo de 2010, había 248 personas residiendo en Yaak. La densidad de población era de 3,4 hab./km². De los 248 habitantes, Yaak estaba compuesto por el 96.77% blancos, el 0% eran afroamericanos, el 0.4% eran amerindios, el 0% eran asiáticos, el 0.4% eran isleños del Pacífico, el 0% eran de otras razas y el 2.42% pertenecían a dos o más razas. Del total de la población el 1.21% eran hispanos o latinos de cualquier raza.